# París-Tours 2013
La 107.ª París-Tours se disputó el domingo 13 de octubre de 2013 por un trazado de 235 kilómetros con inicio en Authon-du-Perche (alrededores de París) y con el tradicional final en la avenida de Grammont en Tours, con tres cotas en los últimos 31 kilómetros (dos en los últimos 10).
Estuvo encuadrada en el UCI Europe Tour 2012-2013 dentro de la categoría 1.HC (máxima categoría de estos circuitos).
Participaron 25 equipos: 13 de categoría UCI ProTeam (Vacansoleil-DCM Pro Cycling Team, Omega Pharma-Quick Step, FDJ.fr, Omega Pharma-Lotto, BMC Racing Team, Team Argos-Shimano, Lotto Belisol, Belkin-Pro Cycling Team, Astana Pro Team, AG2R La Mondiale, Garmin Sharp, Team Saxo-Tinkoff, Katusha y Euskaltel Euskadi); 9 de categoría Profesional Continental (Topsport Vlaanderen-Baloise, Team Europcar, Cofidis, Solutions Crédits, IAM Cycling, MTN Qhubeka, Sojasun, Bretagne-Schuller, Accent Jobs-Wanty y Crelan-Euphony); y los 3 franceses de categoría Continental (La Pomme Marseille (equipo ciclista), BigMat-Auber 93 y Roubaix Lille Métropole). Formando así un pelotón de 191 ciclistas, de 8 corredores cada equipo (excepto el Astana que salió con 5, el BMC que salió con 6 y el Team Saxo-Tinkoff, Katusha, Euskaltel Euskadi y BigMat-Auber 93 que salieron con 7), de los que acabaron 176.
El ganador final fue John Degenkolb tras imponerse en el esprint masivo a Michael Mørkøv y Arnaud Démare, respectivamente.

## Clasificación final
| Pos. | Ciclista            | Equipo                      | Tiempo          |
| ---- | ------------------- | --------------------------- | --------------- |
| 1.   | John Degenkolb      | Argos-Shimano               | 5 h 29 min 19 s |
| 2.   | Michael Mørkøv      | Saxo-Tinkoff                | m.t.            |
| 3.   | Arnaud Démare       | FDJ.fr                      | m.t.            |
| 4.   | Tyler Farrar        | Garmin-Sharp                | m.t.            |
| 5.   | Michael Van Staeyen | Topsport Vlaanderen-Baloise | m.t.            |
| 6.   | Heinrich Haussler   | IAM                         | m.t.            |
| 7.   | Samuel Dumoulin     | Ag2r La Mondiale            | m.t.            |
| 8.   | Jon Aberasturi      | Euskaltel Euskadi           | m.t.            |
| 9.   | Ioannis Tamouridis  | Euskaltel Euskadi           | m.t.            |
| 10.  | Niki Terpstra       | Omega Pharma-Quick Step     | m.t.            |